# (274301) Wikipedia
274301 Wikipedia es un asteroide perteneciente al cinturón de asteroides descubierto el 25 de agosto de 2008 por el equipo del Observatorio Astronómico de Andrushivka, situado en el óblast de Zhitómir, en Ucrania.

## Designación y nombre
Designado provisionalmente como 2008 QH24. En 2013, Andriy Makukha de Wikimedia Ucrania propuso el nombre «Wikipedia», por la popular enciclopedia en línea, avalado luego por la Unión Astronómica Internacional (UAI).
La designación oficial del asteroide «Wikipedia» dice:

Wikipedia es una enciclopedia libre, copyleft y colaborativamente editada lanzada en 2001. En 11 años de su recopilación se convirtió en una de las más importantes obras de referencia y en uno de los sitios más visitados de Internet. Es desarrollada por entusiastas de todo el mundo en más de 270 idiomas.
Designación del MPC

## Características orbitales
Wikipedia está situado a una distancia media de 2,380 ua, pudiendo alejarse un máximo de 2,731 ua y acercarse un mínimo de 2,030 ua. Tiene una excentricidad de 0,147 y la inclinación orbital 6,734 grados. Emplea 1341,86 días en completar una órbita alrededor del Sol.

## Características físicas
La magnitud absoluta de Wikipedia es de 17,00.